# Parafia Najświętszego Serca Pana Jezusa i Matki Bożej Fatimskiej w Lelczycach
Parafia Najświętszego Serca Pana Jezusa i Matki Bożej Fatimskiej w Lelczycach – należy do dekanatu mozyrskiego diecezji pińskiej, znajduje się w województwie homelskim na Białorusi. Na 30 tys. ludności miasta katolicy stanowią mniejszość (około 500 osób). Kościół parafialny z 1913 roku spłonął w czasie wojny w 1943 roku, po wojnie nieodbudowany.

## Historia
W 1744 r. w Lelczycach znajdowała się kaplica w parafii Babicze, filii parafii w Mozyrzu w dekanacie bobrujskim diecezji wileńskiej. W 1909 r. drewniany kościół ufundował Feliks Tyszkiewicz. W 1913 r. abp. Wincenty Kluczyński dokonał konsekracji świątyni.
W 1922 na stanowisku proboszcza następuje wakat, parafia leży w dekanacie morzysko-rzeczyckim w diecezji mińskiej. Po 1922 r. władze ZSRR zamknęły kościół i przeznaczyły go na magazyn. W 1943 r. kościół spłonął.
Parafia odrodziła się w 1990 r., kiedy przybył tutaj sercanin ks. Zbigniew Bojar. W 1991 roku ksiądz zainicjował budowę kościoła. W 1993 r. placówkę objęli księża pallotyni. Proboszczem parafii przez kolejnych dziesięć lat był ks. Włodzimierz Mozolewski SAC, który nadzorował wykonanie prac wykończeniowych przy kośiele (poprzednik pozostawił wybudowane w stanie surowym  dom parafialny oraz świątynię). Nowy kościół konsekrował 4 września 1998 r. kardynał Kazimierz Świątek. Od 2002 placówki nie prowadzą księża pallotyni. Obecnie proboszczem parafii jest ks. Witalis Myszona. Parafia dawniej posiadała filię w Żytkowiczach.

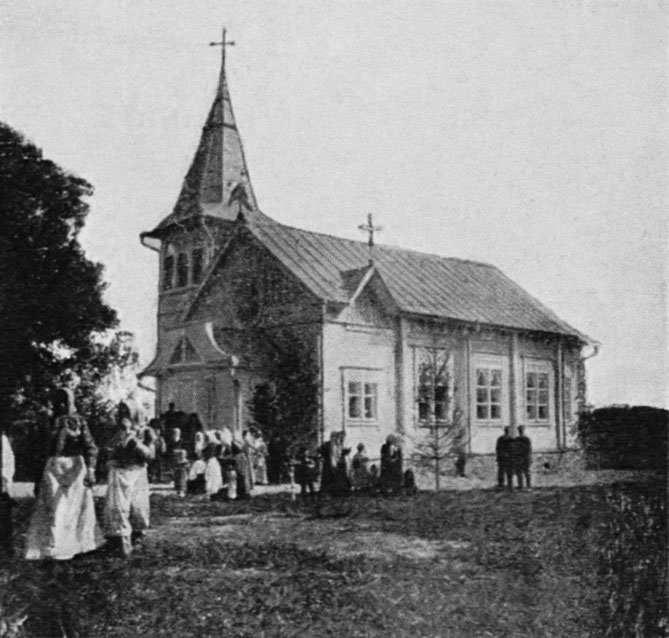
Kościół w Lelczycach przed 1914 rokiem

## Proboszczowie parafii
| imię i nazwisko            | daty urzędowania |
| -------------------------- | ---------------- |
| Ks. Kazimierz Dowgiałowicz | 1909 – 1910      |
| Ks. Jan Żawryt             | 1912 – 1913      |
| Ks. Zbigniew Bojar         | 1990 – 1993      |
| Ks. Tadeusz Wolos          | 1993 – 1994      |
| Ks. Wacław Siemieniuk      | 1994 – 1994      |
| Ks. Paweł Kubik            | 1994 – 1996      |
| Ks. Włodzimierz Mozolewski | 1996 – 2001      |
| Ks. Witalis Myszona        | 2001 –           |